# Лимбургерхоф
Лимбургерхоф (њем. Limburgerhof) општина је у њемачкој савезној држави Рајна-Палатинат. Једно је од 25 општинских средишта округа Рајна-Палатинат. Према процјени из 2010. у општини је живјело 10.864 становника. Посједује регионалну шифру (AGS) 7338017.

## Географски и демографски подаци
Лимбургерхоф се налази у савезној држави Рајна-Палатинат у округу Рајна-Палатинат. Општина се налази на надморској висини од 97 метара. Површина општине износи 9,0 km². У самом мјесту је, према процјени из 2010. године, живјело 10.864 становника. Просјечна густина становништва износи 1.207 становника/km².

## Међународна сарадња
| Мјесто         | Држава    | Врста сарадње | Од    |
| -------------- | --------- | ------------- | ----- |
| Кибуц Ор Ханер | Израел    | пријатељство  | 1970. |
| Шенов          | Француска | партнерство   | 1975. |
| Извор          |           |               |       |